# Morpho sulla
Morpho sulla är en fjärilsart som beskrevs av Weber 1963. Morpho sulla ingår i släktet Morpho och familjen praktfjärilar. Inga underarter finns listade i Catalogue of Life.